# IC 2197/1
IC 2197/1 је спирална галаксија у сазвијежђу Близанци која се налази на листи објеката дубоког неба у Индекс каталогу.
Деклинација објекта је + 31° 20' 14" а ректасцензија 7h 34m 18,9s. Привидна величина (магнитуда) објекта IC 2197 износи 15,4 а фотографска магнитуда 16,2.